# Mlečický potok
Mlečický potok je menší vodní tok v Plaské pahorkatině, levostranný přítok Vejvanovského potoka v okrese Rokycany v Plzeňském kraji. Délka toku měří 3 km, plocha povodí činí 5,17 km².

## Průběh toku
Potok pramení severozápadně od Mlečic blízko silnice II/233 v nadmořské výšce 424 metrů a Mlečice obloukem obtéká. Potok zprvu teče východním směrem, podtéká silnici II/235. Posléze se potok stáčí k jihovýchodu a zprava přijímá bezejmenný tok přitékající z Mlečic. Východně od Mlečic se Mlečický potok zleva vlévá do Vejvanovského potoka v nadmořské výšce 338 metrů.